# Чернецька Інна Самійлівна
Інна Самійлівна Чернецька (уроджена Бойтлер; 29 серпня 1894–1963) — танцівниця, хореограф, теоретик танцю. Засновниця «синтетичного» напряму в танці.

## Життєпис
Інна Самійлівна Бойтлер народилася в Ризі (за іншими відомостями в Москві), в єврейській родині. Її брати — актор-комік Аркадій Бойтлер, архітектор й інженер-будівельник Веніамін Бойтлер та велогонщик Михайло Бойтлер, сестра — Ганна Бойтлер.
Після закінчення гімназії в 1910 році Інна вивчала природні науки в Берлінському університеті і водночас вчилася в школі танцю в Елізабет Дункан, сестри танцівниці Айседори Дункан. Потім перевелася на історико-філософський факультет Лозанського університету, пізніше навчалася в Мюнхені (музиці Олександра Сахарова і живопису в Олексія фон Явленського). В цей час пластичний і ритмічний танці отримали поширення в Російській імперії завдяки успішним виступам тут Айседори Дункан. Паралельно з навчанням (у цей час вона спеціалізувалася у Рудольфа фон Лабана) Інна Чернецька займалася теоретичними основами «синтетичного танцю». На початку 1914 року вона продовжила навчання в академії гімнастики Еміля Жак-Далькроза, а влітку 1914 року повернулася до Росії.
Оселившись у Москві, вона займалася в школі балетмейстера Михайла Мордкіна і на драматичних курсах Олександра Адашева. У тому ж 1914 році Інна Бойтлер відкрила свою школу-студію на розі Садової і Тверської вулиць (будинок № 10), де прагнула об'єднати в постановці музику, живопис і різні види сценічного руху. Створений нею танець, який прагнув до злиття хореографії з живописом, музикою і драмою, отримав назву «синтетичного».
Її перший сольний виступ відбувся в театрі Зіміна в 1915 році. Тоді ж вона відкрила власні класи для підготовки акторів «синтетичного театру», де навчали пластику, акробатики та жесту (в 1919 році студія була зареєстрована як державна).
У 1916 році ательє Олександра Ханжонкова випустило на екран картину за участі української актриси Віри Холодної. Одним з продюсерів картини був брат Інни — Аркадій Бойтлер. Головну героїню картини звали «Інна Чернецька».
В 1917 році Інна Чернецька виходить заміж за Бориса Щербакова та у неї народжується син Юрій Щербаков. В роки громадянської війни Інна Чернецька вивезла студію до Кисловодська. На відкритті студії в Кисловодську виступав поет В'ячеслав Іванов. Крім роботи в студії, І. С. Чернецька викладала в Кисловодській консерваторії, читала лекції, влаштовувала показові вечора, в яких брали участь відомі артисти і поети. У 1920-х роках вона повернулася до Москви і знову відкрила свою студію при хореологічній лабораторії (1923). Співпрацювала з міжнародними журналами, зокрема, брала участь в дискусії між «дункановськими» та «мюнхенськими» прихильниками розвитку танцю.
У 1922 році Чернецька бере участь у першій балетній олімпіаді.
У 1923 році Чернецька Інна виступає на ювілеї Брюсова у Большому театрі з композицією Пан (на музику Крістофа Донаньї). Відома серія світлин, зроблених в рідній для Пана стихії, серед дерев, з напівоголеними танцівниками в пікантних позах.
У 1925(?) році Інна Самійлівна їде до Парижу і в Німеччину у складі делегації з підготовки всесвітньої виставки. Знайомиться з Костянтином Коровіним, з яким листуванлася до кінця його життя. Також відновлює контакти зі своєю хореографічною школою та вчителями, продовжує серйозно готувати теоретичне обґрунтування своєї творчості. У 1927 році створює балет «Сталь». Намагається знайти композитора, у лютому 1927 року, звертається до Сергія Прокоф'єва (невдало). Але в грудні 1927 року композитор Олександр Мосолов представляє увертюру цього балету (Завод)
З 1928 року Інна Чернецька працює педагогом-режисером у Большому театрі.
У 1929 році починається боротьба зі студійним танцювальним рухом. У Чернецької відбирають приміщення студії, її квартиру на Арбаті ущільнюють, до неї приставляють сусідку стукачку. У 1933 році помирає Анатолій Луначарський. Чернецька працює в Московському державному єврейському театрі (ДОРЄТ), пізніше переходить на роботу постановником танців до Костянтина Стніславського в Московській консерваторії
Після німецько-радянської війни продовжує викладати в Московській консерваторії.

## Праці
- Основные элементы искусства танца (методические указания для руководителей танцевальных кружков). Всесоюзный комитет по делам искусств при СНК СССР. Всесоюзный дом народного творчества им. Н. К. Крупской. Музкомбинат. М.: Типография «Красный воин», 1937.[11]